# Tochigi SC
Tochigi SC (jap. 栃木S.C. Tochigi Esu Shī) – japoński klub piłkarski grający w J2 League. Klub ma siedzibę w Utsunomiya w prefekturze Tochigi, w regionie Kantō.